# 1992年夏季残疾人奥林匹克运动会爱沙尼亚代表团
1992年夏季残疾人奥林匹克运动会爱沙尼亚代表团是爱沙尼亚派出的1992年夏季残疾人奥林匹克运动会代表团。获得2枚银牌和1枚铜牌。